# Сілвіу Лунг (старший)
Сілвіу Лунг (рум. Silviu Lung, нар. 9 вересня 1956, Синміклеуш (Сату-Маре)) — румунський футболіст, що грав на позиції воротаря. По завершенні ігрової кар'єри — тренер.
Виступав, зокрема, за клуб «КС Університатя», а також національну збірну Румунії.
Триразовий чемпіон Румунії. Шестиразовий володар Кубка Румунії.

## Клубна кар'єра
У дорослому футболі дебютував 1971 року виступами за команду «Вікторія Карей», в якій провів три сезони, взявши участь у 42 матчах чемпіонату.
Своєю грою за цю команду привернув увагу представників тренерського штабу клубу «КС Університатя», до складу якого приєднався 1974 року. Відіграв за крайовську команду наступні чотирнадцять сезонів своєї ігрової кар'єри. Більшість часу, проведеного у складі крайовського «КС Університатя», був основним голкіпером команди.
Згодом з 1988 по 1992 рік грав у складі команд «Стяуа», «Логроньєс» та «Електропутере» (Крайова). Протягом цих років виборов титул чемпіона Румунії.
Завершив ігрову кар'єру у команді «Університатя» (Крайова), за яку виступав протягом 1992—1994 років.

## Виступи за збірну
У 1979 році дебютував в офіційних матчах у складі національної збірної Румунії.
У складі збірної був учасником чемпіонату Європи 1984 року у Франції, чемпіонату світу 1990 року в Італії.
Загалом протягом кар'єри в національній команді, яка тривала 15 років, провів у її формі 77 матчів, пропустивши 86 голів.

## Кар'єра тренера
Розпочав тренерську кар'єру невдовзі по завершенні кар'єри гравця, 1997 року, увійшовши до тренерського штабу клубу «Університатя» (Крайова).
В подальшому входив до тренерського штабу клубу «Нагоя Грампус».
Наразі останнім місцем тренерської роботи був клуб «Університатя» (Крайова), в якому Сілвіу Лунг був одним з тренерів головної команди з 2003 по 2006 рік.

## Титули і досягнення

### Командні
- Чемпіон Румунії (3):

«КС Університатя»: 1979–1980, 1980–1981
«Стяуа»: 1988–1989
- Володар Кубка Румунії (6):

«КС Університатя»: 1976—1977, 1977—1978, 1980—1981, 1982—1983, 1992–1993
«Стяуа»: 1988—1989

### Особисті
- Футболіст року в Румунії: 1984